# Ябука, Давид
Давид Ябука (хорв. David Jabuka, род. 18 февраля 1997) — хорватский шоссейный велогонщик.

## Карьера
В 2018 году принял участие в Средиземноморских играх. На них выступил в групповой и индивидуальной гонках.
Несколько раз выступал на мировом и европейском чемпионатах.

## Достижения
2015
 Чемпион Хорватии — индивидуальная гонка U19
2017
 Чемпион Хорватии — индивидуальная гонка U23
2018
 Чемпион Хорватии — индивидуальная гонка U23

## Рейтинги
| Год                 | 2017   | 2018   |
| ------------------- | ------ | ------ |
| Мировой рейтинг UCI | 1891-й | 1697-й |
| Европейский тур UCI | 1221-й | 1106-й |
|                     |        |        |
| Источник: UCI       |        |        |